# Красноярские Столбы
«Красноярские Столбы» — национальный парк в Красноярском крае на северо-западных отрогах Восточного Саяна, граничащих со Среднесибирским плоскогорьем. Ранее имел статус заповедника и назывался «заповедник „Столбы“».
Естественными рубежами охраняемой территории являются правые притоки Енисея: на северо-востоке — река Базаиха, на юге и юго-западе — реки Мана и Большая Слизнева. С северо-востока «Столбы» примыкают к городу Красноярску. К границе охранной зоны национального парка ходит городской автобус.
Получил статус заповедника в 1925 году по инициативе жителей города Красноярска для сохранения природных комплексов вокруг живописных скал — сиенитовых останцов. Преобразован в национальный парк «Красноярские Столбы» постановлением Правительства РФ от 28 ноября 2019 года. В настоящее время его площадь — 47 219 га.
Кандидат на включение в список Всемирного наследия ЮНЕСКО. Входит в Ассоциацию заповедников и национальных парков Алтай-Саянского экорегиона.

## Флора и фауна
Флора национального парка включает 851 вид высших сосудистых растений и 260 видов мхов. Преобладает пихтовая тайга, типичная для среднегорья Восточного Саяна.
На территории «Красноярских Столбов» выявлено 290 видов позвоночных животных. Фауна имеет ярко выраженный таёжный облик (бурундук, белка, лесная полёвка, соболь, кабарга, рябчик и т. д.) с включением лесостепных видов (сибирская косуля, степной хорёк, длиннохвостый суслик и др.).
Фауна млекопитающих национального парка «Красноярские Столбы» отличается разнообразием и включает 60 видов. Ключевую роль играют крупные хищники: волк, регулирующий популяции копытных; всеядный бурый медведь, известный своими сезонными миграциями и зимней спячкой; и скрытная рысь – единственный представитель кошачьих, охотящаяся на кабаргу и косулю. Среди копытных обитают как крупные виды (лось, марал), так и более мелкие (сибирская косуля, уникальная безрогая кабарга). Их жизнь тесно связана с сезонными циклами – сменой рогов, гоном и рождением детенышей, а также необходимостью посещать солонцы.
Помимо этих знаковых видов, в парке обитают лисица, приспособившаяся к различным условиям, норный хищник барсук, активно расселяющийся речной бобр и заяц-беляк. Изучение животного мира парка, ведущееся более ста лет, сегодня активно дополняется данными с фотоловушек. Эта технология позволяет получать уникальные сведения о поведении, питании, размножении и взаимодействии даже самых скрытных млекопитающих в их естественной среде, способствуя лучшему пониманию и сохранению уникальной фауны этого уголка Сибири.
Первые данные о 63 видов орнитофауны были представлены в 1958 году известным зоологом Еленой Александровной Крутовской. Орнитофауна парка характеризуется значительным богатством и разнообразием, включая 217 видов птиц (по состоянию на 2020 год) — от мелких видов, таких как желтоголовый королёк, до крупных хищников, водоплавающих и лесных обитателей, например глухаря. Фауна представлена как оседлыми обитателями тайги, приспособленными к суровым сибирским зимам (поползни, синицы, дятлы, рябчики), так и многочисленными перелётными видами (коньки, трясогузки, мухоловки, дрозды, кукушки), прилетающими весной для гнездования из Африки и Азии. Птицы встречаются в различных биотопах парка: в темнохвойной тайге, на берегах таёжных рек (Мана, Базаиха), на лесостепных участках и в туристических зонах. Видовой состав включает как широко распространённые и приспособленные к антропогенному воздействию виды, так и редкие, занесённые в Красные книги.
Виды, занесённые в Красную книгу России:
- Растения: калипсо луковичная, башмачки — настоящий и крупноцветковый, пальчатокоренник майский, гнездоцветка клобучковая, ятрышник шлемоносный, ковыль перистый и др.
- Птицы: скопа, беркут, балобан, сапсан и др.

Виды птиц, занесенные в Красную книгу Красноярского края: обыкновенная пищуха, воробьиный сычик, длиннохвостая чечевица (урагус), пестрый дрозд, серый журавль.
С начала 2000-х годов системной проблемой для национального парка стали бродячие собаки, они наносят существенный урон биоразнообразию, стаи в несколько десятков особей регулярно уничтожают косуль, добираясь до мест их обитания по колеям, оставленным любителями покататься на снегоходах. По состоянию на 2024 год ситуация не улучшилась: за два предшествующих года псы растерзали более 20 копытных.

## Зонирование национального парка
Территория «Красноярских Столбов» поделена на три зоны:
1. Рекреационная зона, занимающая около 5 % площади национального парка, примыкает к городу Красноярску и открыта для свободного посещения.
2. Зона особой охраны (около 6 % площади) — территория ограниченного доступа, посещение которой возможно только по специальному разрешению администрации национального парка.
3. Зона полной заповедности занимает основную часть территории (89 %), находиться здесь могут только сотрудники национального парка, выполняющие природоохранные и научно-исследовательские работы.

## Климат
Национальный парк располагается в умеренном климатическом поясе. В январе средняя температура составляет −17,6 °С, в июле — 16,2 °С. Среднегодовое количество осадков — 686 мм. Вегетационный период длится 138 дней.

## Туризм
Жители Красноярска более чем 150 лет посещают «Столбы» для активного отдыха и занятия спортом. За это время возник и сформировался столбизм. Основной достопримечательностью национального парка являются скалы. Свои названия имеют не только скальные массивы, но и некоторые крупные камни.
В ТЭРе выделяют три скальных района:
- «Такмаковский район» расположен в долине реки Базаихи, у подножия массива Такмак. В этом районе находятся скалы Китайская стенка, Ермак, Бородок, Сторожевой, Малый Беркут, а также массивы Такмак, Воробушки.
- «Центральные Столбы» — район размерами примерно 5×10 км, находящийся в 5 км от границы национального парка. Здесь расположены уникальные в своём роде скалы Дед, Внук, Бабка, Внучка, Перья, Львиные Ворота, а также столбы с I по IV и многие другие. Самые популярные ходы к вершине скалы имеют собственные названия — «Голубые Катушки», «Дымоход». Столбисты рассказывают, что перед революцией 1917 года большевики написали на самой большой скале (II столб) слово «Свобода» (сейчас его периодически обновляют энтузиасты), и ввиду сложности хода к вершине блюстители закона так и не смогли стереть эту надпись.
- «Дикие Столбы» — дальние скалы: Манская стенка, Манская Баба, а также скалы, расположенные в Буферной зоне (закрытой для свободного посещения): Дикарь, Крепость, Грифы, Развалы и др.

## История
1720—1727 годы — «Столбы» посещал Д. Г. Мессершмидт. За время своего семилетнего исследования Сибири он трижды останавливался в Красноярске.
1733—1734 годы — «Столбы» посещал Витус Беринг.
1735 год — «Столбы» посетили участники сухопутного отряда Второй Камчатской экспедиции академик И. Г. Гмелин и его помощник С. П. Крашенинников.
1771—1773 годы — «Столбы» посетил исследователь Сибири профессор натуральной истории П. С. Паллас. Провёл в Красноярске около года, работая над монографиями «Путешествие по разным провинциям Российской империи», «Описание растений Российского государства», «Российско-Азиатская зоогеография».
В 1830-е годы с началом золотой лихорадки в Сибири золото добывают и на «Столбах». От деятельности старателей остаётся название «Роев ручей» — от слова «рыть».
1833 год — опись добытой на «Столбах» пушнины: 67 соболей, 43 лисы и до тысячи шкурок прочих зверей.
1870—1880-е годы — преподаватель красноярской гимназии И. Т. Савенков проводит школьные экскурсии на «Столбы» и создаёт топографический очерк окрестностей Красноярска, который потом станет отправной точкой для всех начинающих геологов Сибири. В 1886 году издаёт работу о геологическом строении окрестностей Красноярска.
30 июня 1925 года — Енисейский губернский исполнительный комитет своим постановлением объявил эту местность заповедником под названием «Столбы».
1947 год — в ТЭРе красноярского заповедника «Столбы» супругами Еленой Крутовской и Джеймсом Дулькейтом создан «Живой уголок» для содержания пострадавших от браконьеров животных.
С конца 1940-х годов до начала XXI века издано 16 сборников научных трудов. Изучается влияние атмосферного загрязнения и рекреационного использования на таёжные экосистемы. Одним из исследователей «Столбов» был И. Ф. Беляк, автор нескольких книг о заповеднике.
2000 год — «Живой уголок» заповедника «Столбы» стал основой зоопарка «Роев ручей».

## Образование заповедника
В начале 20-го века на «Столбах» уже сложилась развитая культура столбизма. Частью этой культуры было бережное отношение к природе того места, где они собирались.
Во время строительства транссиба использовался гранит «Столбов», как материал для различных нужд. Об этом свидетельствует заброшенный гранитный карьер у «восточного входа», в долине ручья Моховой, разработка которого шла в начале и в середине века. Здесь же в конце 19-го и начале 20-го века шла разработка скал Кизямы, которые были расколоты, взорваны и постепенно вывезены в хозяйственных целях каменотесами.
В 1910-х шло активное хозяйственное освоение района «центральных столбов», вырублено около 3000 деревьев в районе 2-го столба, попытка разработки 2-го столба как источника камня. Данная деятельность вызывает возмущение у посетителей «Столбов». В ответ на это в апреле 1920 года выходит постановление Енисейского Губернского Революционного комитета о запрете на рубку деревьев и разработку камней в радиусе 4-х километров вокруг «центральных столбов». В результате постановления часть рубки леса переносится в другие районы. В 1923 году столбисты, выпускают наказ о охране «Столбов» и распространении его среди случайных и регулярных посетителей, назначают дежурства.
В 1924 году было направлено в Енисейскиий губернский исполкомом ходатайство от Красноярского отдела русского географического Общества об охране «Столбов». Отдел охраны природы при Главнауке Наркомпроса поднимает вопрос о охране Столбов и преобразовании в заповедник. Отдел охраны природы при Главнауке Наркомпроса в сентябре 1924 года объявил «Столбы» заповедником и передал его Географическому обществу и с октября появляется финансирование. Первый суд за рубку леса между первым и вторым столбами.
В апреле 1925 году выходит «Обязательное постановление президиума Енисейского Губернского исполнительного комитета» о объявлении территории «Столбы» заповедником. Первым директором назначается столбист Яворский Александр Леопольдович.

## В культуре
В районе Столбов разворачивается действие повести В. А. Обручева «На Столбах», в которой упоминается традиция спортивного туризма («столбизм»), а также излагается история надписи «Свобода».
В районе Столбов происходит действие повести Юрия Короткова «Абрекъ».

## Галерея
- Скала I столб
- Скала III столб
- Скала II столб
- Скала I столб
- Скала Дед
- Ручей
- Дорога на Центральные Столбы
- Часовня св. Иннокентия
- Зимний водопад (Восточный вход)
- Скала Такмак